# Fibré vectoriel sur les courbes elliptiques
 (mai 2025).
 (mai 2025).
En mathématiques, l'étude des fibrés vectoriels sur les courbes algébriques peuvent être vu comme fibrés vectoriels holomorphes sur des surfaces de Riemann compactes, ou comme faisceaux localement libres sur des courbes algébriques C dans un cadre plus général et algébrique (qui peut par exemple admettre des points singuliers).
Quelques résultats fondamentaux sur la classification étaient connus dans les années 1950. Le résultat de Grothendieck (1957), selon lequel les fibrés vectoriels holomorphes sur la sphère de Riemann sont des sommes de fibrés en droites, est maintenant souvent appelé le théorème de Birkhoff-Grothendieck.
Atiyah (1957) donne la classification des fibrés vectoriels sur les courbes elliptiques.